# Asijaloglikoprotein
Asijaloglikoproteini su glikoproteini kod kojih su krajnji ostaci sijalinske kiseline uklonjeni. Izlaganje ostataka galaktoze dovodi do brzog uklanjanja glikoproteina iz circulacije putem hepatocitnih asijaloglikoproteinskih receptora na Kupferovim ćelijama.

## Spoljašnje veze
- Asialoglycoproteins на 